# Texas

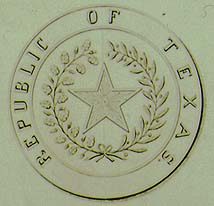
Sigiliul fostei Republic of Texas (1836 - 1845).

Texas este unul din statele care pot fi considerate ca aparținând atât Vestului cât și Estului Statelor Unite ale Americii. Este de asemenea considerat ca aparținând atât regiunii numite Sud-Vest cât și a celei numite Great Plains.  Cu o suprafață totală de 695.622 km² și cu o populație de aproximativ 25 de milioane, Texas urmează Alaska ca suprafață și California ca populație.
Numele statului provine dintr-un cuvânt al unei limbi de tip Caddoan, mai exact din Hasinai, táysha[ʔ], tecas, ori tejas (conform ortografiei limbii spaniole); semnificând "cei care ne sunt prieteni", "prieteni," sau "aliați".
Texas s-a declarat republică independentă față de Mexic în 1836 și a existat ca Republic of Texas pentru aproape 10 ani.  În anul 1845 s-a alăturat  Statelor Unite ca cel de-al douăzeci și optulea stat al său.  Statul este adesea folosit ca un criteriu de referință pentru suprafețe geografice mari.

## Istorie

### Colonizarea Texasului
Primul document istoric referitor la Texas a fost o hartă a Coastei Golfului, creată în 1519 de către exploratorul spaniol Alonso Álvarez de Pineda. Nouă ani mai târziu, exploratorul spaniol naufragiat Alvar Nunez Cabeza de Vaca și detașamentul lui au devenit primii europeni în Texas. Puterile europene au ignorat Texasul până la debarcarea accidentală acolo în 1685. Eroarea de calcul a francezului René Robert Cavelier de La Salle a dus la stabilirea unei colonii la Fort Saint Louis la Matagorda Bay, în loc de gurile fluviului Mississippi. Colonia a rezistat doar patru ani înainte de a dispărea din cauza condițiilor aspre.

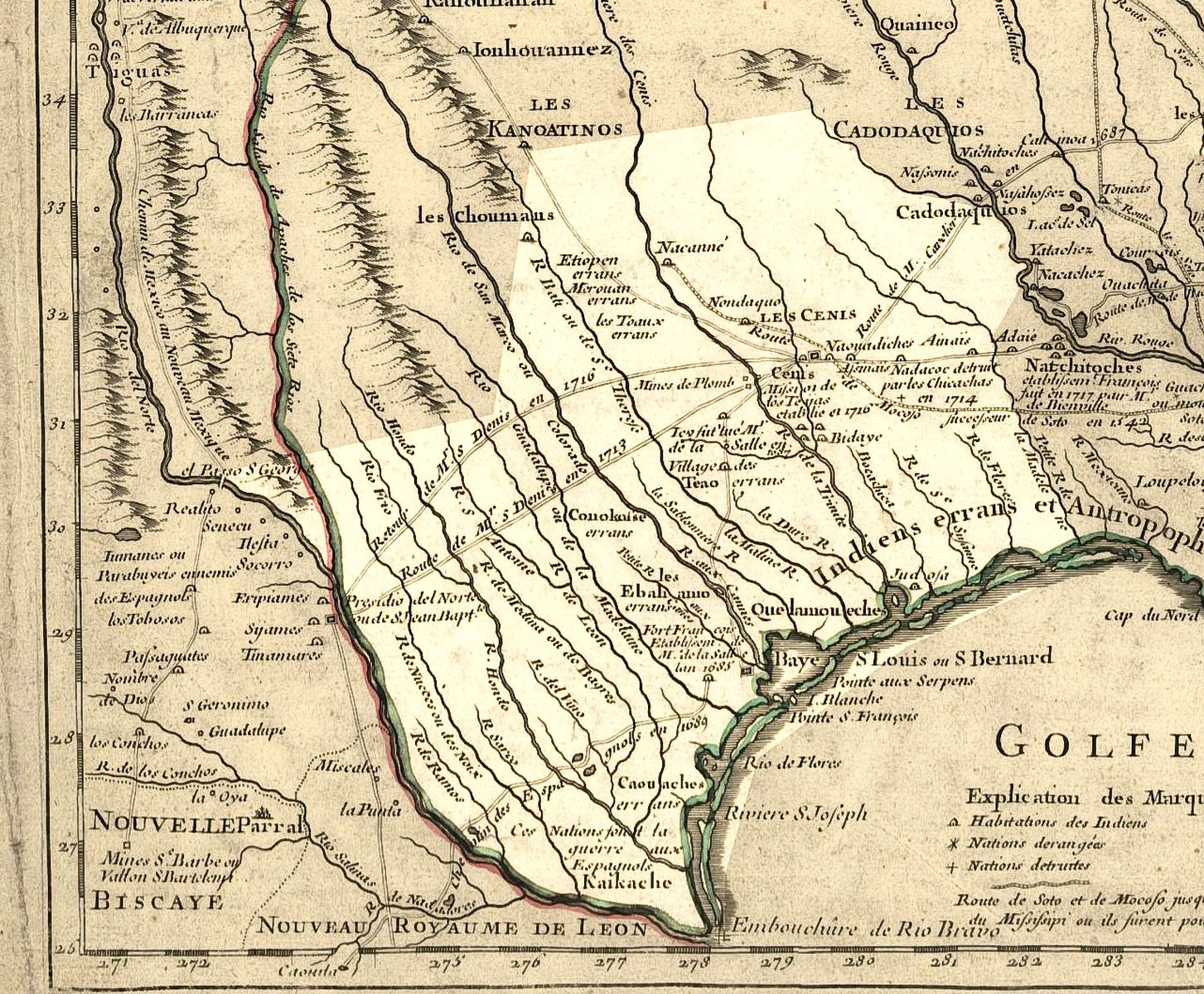
Harta Texas-usului de Guillaume de L'Isle (1718)

În 1690 autoritățile spaniole, preocupate de faptul că Franța prezenta o amenințare, organizează mai multe misiuni de colonizare în Texas. Din cauza împotrivirii amerindienilor, misionarii spanioli s-au întors în Mexic. Atunci când Franța a început colonizarea Louisianei, mai ales a părții de sud a coloniei, în 1716 autoritățile spaniole au răspuns prin înființarea unei noi serii de misiuni în Texas. Doi ani mai târziu, ei au întemeiat San Antonio ca prima așezare civilă din Texas.
Triburile indigene și depărtarea față de cele mai apropiate colonii spaniole au descurajat coloniști să se mute în Texas. Acesta a fost una dintre cele mai puțin populate provincii din Noua Spanie. În 1749, tratatul de pace spaniol cu apașii lipan a înfuriat multe triburi, inclusiv comanșii, Tonkawa și Hasinai. Comanșii au semnat un tratat cu Spania în 1785 și mai târziu i-au ajutat să-i învingă pe apașii Lipan și triburile Karankawa.
Când Statele Unite au achiziționat  Louisiana de la Franța în 1803, autoritățile americane au insistat ca acordul să includă și Texasul. Granița dintre Noua Spanie și Statele Unite ale Americii a fost în cele din urmă stabilită în 1819 pe Sabine River. Dornici de noi pământuri, mulți coloniști  din Statele Unite au refuzat să recunoască acordul. Mai mulți aventurieri au adunat detașamente pentru a invada zonele la vest de Sabine River. În 1821 a izbucnit Războiul de Independență mexican, inclusiv pe teritoriul Texasului, care a devenit parte a Mexicului.
În speranța că coloniștii ar mai putea reduce raidurile aproape permanente ale comanșilor, Texasul a liberalizat politica sa de imigrare pentru a permite venirea imigranților din afara Mexicului și Spaniei. În cadrul sistemului de imigrare mexican, terenuri întinse au fost alocate așa-numitor empresarios, care au recrutat coloniști în Statele Unite, Europa și în interiorul mexican. Prima concesie, a lui Moses Austin, a fost moștenită de fiul său Stephen F. Austin după moartea sa.
Coloniștii lui Austin au întemeiat așezări de-a lungul râului Brazos în 1822. Douăzeci și trei de empresarios au adus coloniști în stat, dintre care majoritatea au fost din Statele Unite. Populația Texasului a crescut rapid. În 1825, Texasul a avut o populație  de aproximativ 3.500, majoritatea de origine mexicană. Prin 1834, populația Texasului a crescut până la aproximativ 37.800 de persoane, cu doar 7.800 mexicani.
Mulți imigranți au încălcat în mod deschis legile mexicane, în special interdicția sclaviei. Date fiind și încercările S.U.A de a cumpăra Texasul, autoritățile mexicane au decis în 1830 să interzică imigrarea americanilor. Noile legi de asemenea prevedeau punerea în aplicare a taxelor vamale înfuriind atât imigranții recenți, cât și pe băștinașii mexicani (Tejanos).
Texanii s-au aliat cu federaliștii  împotriva guvernului de atunci și i-au alungat din Texasul de Est pe toți soldații mexicani. Ei au profitat de lipsa de supraveghere ca să facă propagandă pentru mai multă libertate politică. Texanii s-au întrunit la Convenția din 1832 pentru a discuta solicitarea independenței, pe lângă alte lucruri.

### Republica

Republica Texas (1836-1846)

În Mexic au continuat tensiunile dntre federaliști și centraliști. Neliniștea a izbucnit într-un conflict armat la sfârșitul anului 1835 în bătălia de la Gonzales. Aceasta a fost începutul Revoluției Texane, iar în următoarele două luni texanii au învins toate trupele mexicane din regiune. Delegații texani au creat un guvern provizoriu, care s-a prăbușit în curând din cauza luptelor interne. Texasul a rămas fără guvernare pentru primele două luni din 1836.
Între timp, președintele mexican Antonio Lopez de Santa Anna a condus personal o armata pentru a pune capăt revoltei. Expediția  mexicană a avut inițial succes. Generalul Jose de Urrea a învins rezistența texană de-a lungul coastei. Forțele lui Santa Anna, după un asediu de treisprezece zile, i-au copleșit pe apărătorii texani în Bătălia de la Alamo. Știrea înfrângerii a stârnit panică în rândul coloniștilor. Delegații texani au semnat Declarația de Independență pe 2 martie, formând Republica Texas. După câteva săptămâni de retragere, armata texană comandată de Sam Houston a atacat și a învins forțele lui Santa Anna în bătălia de la San Jacinto. Santa Anna a fost capturat și obligat să semneze Tratatele de la Velasco.
După ce Texasul și-a câștigat independența, lupte politice au izbucnit între cele două facțiuni ale noii republicii. Fracțiunea naționalistă, condusă de B. Mirabeau Lamar, a susținut păstrarea independenței Texasului, expulzarea amerindienilor, precum și extinderea Republicii până la Oceanul Pacific. Adversarii lor, conduși de Sam Houston, au susținut unirea Texasului cu Statele Unite și co-existența pașnică cu americanii nativi. Mexicul a lansat două expediții mici în Texas în 1842. Orașul San Antonio a fost cucerit de două ori și armata texană a fost învinsă în Masacrul Dawson. În ciuda acestor succese, Mexicul nu a ținut o forță de ocupație în Texas și republica a supraviețuit. Incapacitatea republicii de a se apăra a impulsionat anexarea ulterioară a Texasului la Statele Unite.

### Unirea Texasului cu Statele Unite
Încă din 1837, Republica a făcut mai multe încercări de a negocia unirea cu Statele Unite. Texasul a fost în cele din urmă anexat atunci când expansionistul James K. Polk a câștigat alegerile din 1844. La 29 decembrie 1845, Congresul a admis Texasul în SUA în calitate de stat al Uniunii.
După anexarea Texasului, Mexic a rupt relațiile diplomatice cu Statele Unite ale Americii. În timp ce Statele Unite au susținut că frontiera Texasului se afla pe Rio Grande, Mexicul a pretins că aceasta a fost Nueces River. În timp ce fosta Republică Texas nu și-a putut impune revendicările privind frontiera, Statele Unite aveau puterea militară și voința politică de a face acest lucru. Președintele Polk a ordonat generalului Zachary Taylor  sa avanseze în sud până la Rio Grande pe 13 ianuarie 1846. Câteva luni mai târziu, trupele mexicane au atacat o patrulă de cavalerie americană în zona disputată în cadrul așa-numitului Incident Thornton, astfel începundându-se Războiul mexicano-american. Primele bătălii ale războiului s-au purtat în Texas: Asediul din Fort Texas, Bătălia de la Palo Alto și Bătălia de la Resaca de la Palma. După aceste victorii decisive, Statele Unite au invadat teritoriul mexican.
După o serie de victorii ale Statelor Unite, Tratatul de la Guadalupe Hidalgo a pus capăt acestui război de doi ani. În schimbul a 18,25 milioane dolari americani, Mexicul a cedat SUA controlul necontestat asupra Texasului, a cedat teritoriile, dintre care cele mai multe astăzi se numesc Sud-Vestul American, granițele Texasului fiind stabilite pe Rio Grande.
Compromisul din 1850 a stabilit hotarele Texasului în forma lor actuală. Texasul a renunțat la revendicările sale asupra teritoriilor care mai târziu au devenit o jumătate din New Mexico, o treime din Colorado și porțiuni mici din Kansas, Oklahoma și Wyoming în favoarea guvernului federal, în schimbul asumării  de către acesta a 10 milioane dolari de datorii ale vechii Republici Texas.

### Texasul înRăzboiul Civil AmericanșiReconstrucție

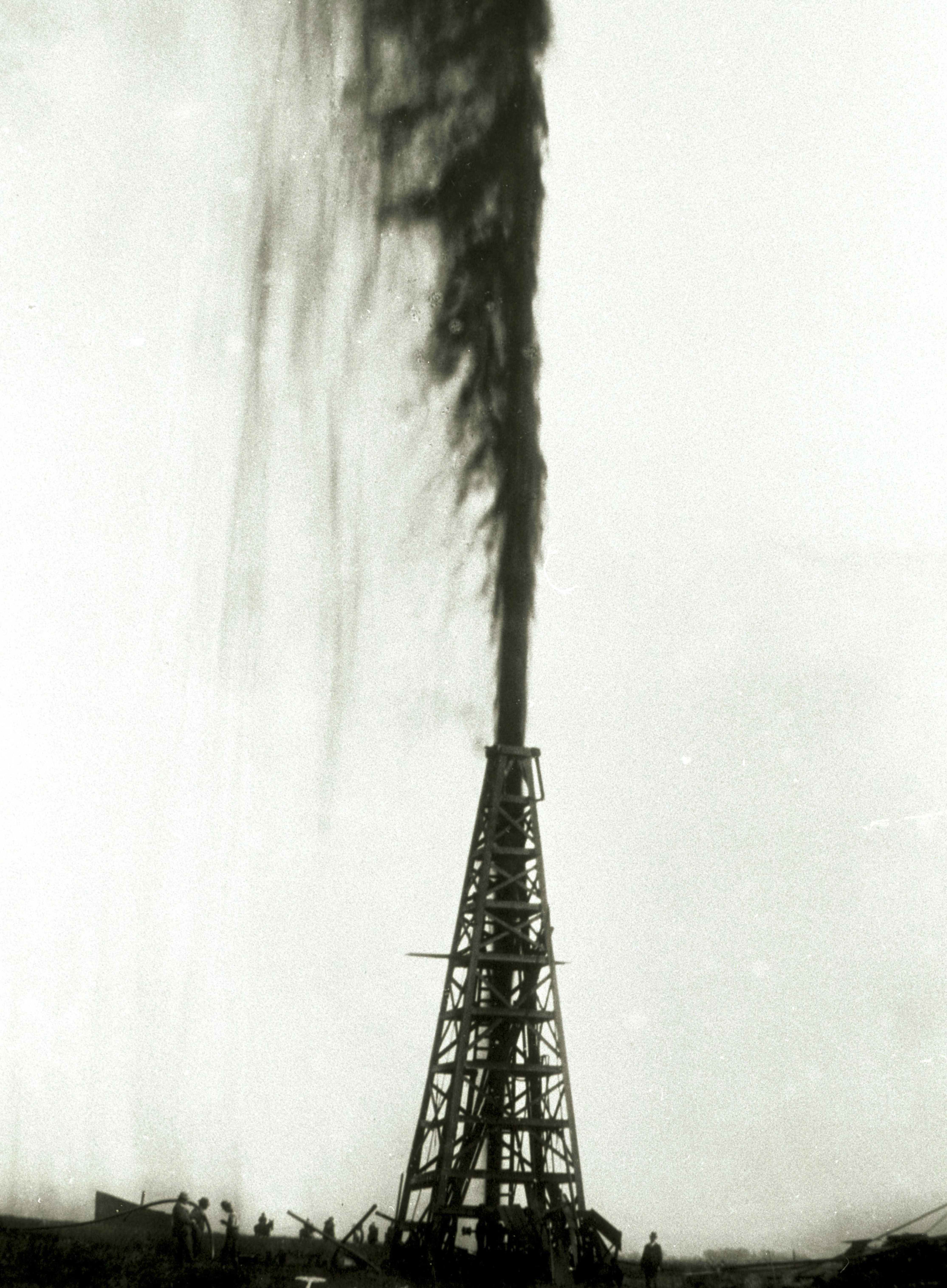
Pe 10 ianuarie, 1901 la Spindletop este descoperit pentru prima dată aurul negru

Texasul a participat la război după alegerile din 1860. Alegerea lui Abraham Lincoln a declanșat declarația de independență a Carolinei de Sud. O întrunire (Convenție) la nivelul statului privind secesiunea și-a deschis lucrările la Austin pe 28 ianuarie 1861. La data de 1 februarie, printr-un vot de 166 la 8, Convenția a adoptat o Ordonanță de secesiune din Statele Unite. Alegătorii texani au aprobat această ordonanță pe 23 februarie 1861. Texasul s-a alăturat Statelor Confederate ale Americii. Guvernatorul statului Texas era unionistul Sam Houston. Dorind să nu agraveze situația, Houston a refuzat două oferte din partea președintelui Lincoln ca trupele Uniunii să-l țină în funcție. După ce a refuzat să depună un jurământ de credință față de Confederație, Houston a fost destituit din funcția de guvernator.
Texasul a contribuit în timpul războiului civil cu un număr mare de oameni și echipamente la efortul militar al armatei confederate. Bătălia finală a Războiului Civil a fost purtată aproape de Brownsville, Texas, la Palmito Ranch și s-a sfârșit cu o victorie unionistă.
Texas a descins în anarhie pentru cele două luni între predarea Armatei Virginiei de Nord și asumarea puterii de către generalul nordist Gordon Granger. Primele luni ale Reconstrucției au fost marcate de violență. Sărbatoarea Juneteenth comemorează anunțarea în Galveston a Proclamației de emancipare de generalul Gordon Granger, la peste doi ani și jumătate după publicarea originală. Președintele Johnson, în 1866, a declarat guvernarea civilă restabilită în Texas. În ciuda neîndeplinirii cerințelor de reconstrucție, Congresul a readmis reprezentanții aleși ai Texasului în guvernul federal în 1870. Volatilitatea socială a continuat, în timp ce statul lupta cu depresia agricolă și problemele muncii.

## Demografie

### Structura rasială

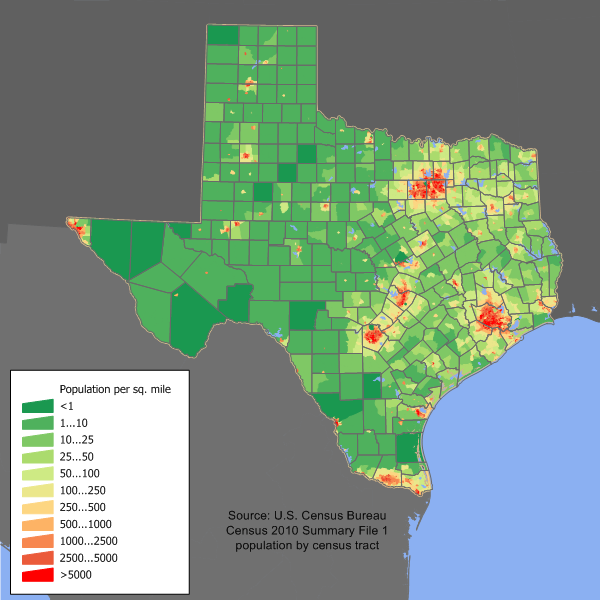
Densitatea populației statului Texas

Populația totală a statului în 2010: 25,145,561
Structura rasială în conformitate cu recensământul din 2010:
- 70.4% Albi (17,701,552)
- 11.8% Negri (2,979,598)
- 10.5% Altă rasă (2,628,186)
- 3.8% Asiatici (964,596)
- 2.7% Două sau mai multe rase (679,001)
- 0.7% Amerindieni (170,972)
- 0.1% Hawaieni Nativi sau locuitori ai Insulelor Pacificului (21,656)

### Religia
În anul 2014 structura religioasă arăta așa
- Creștini:77%
  - Protestanți 50%
  - Catolici 23%
  - Mormoni 1%
  - Ortodocși creștini <1%
  - Martorii lui Iehova:  1%
  - Alte tipuri de creștinism:  1%
- Evreii:1%
- Musulmani:1%
- Hindusi:<1%
- Budisti:1%
- Alte religii:1%
- Fara religie: 18%